# Carlos Soublette (paroisse civile)
Pour les articles homonymes, voir Soublette.
Carlos Soublette est l'une des onze paroisses civiles de la municipalité de Vargas dans l'État de La Guaira au Venezuela. Sa capitale est Maiquetía, dont elle constitue la partie occidentale.

## Géographie
Carlos Soublette compte comme l'une des deux paroisses civiles, avec celle de Maiquetía, qui forment la ville à proprement parler de Maiquetía, qui de facto, est sa capitale. Ne comptant aucune autre localité que ça capitale dont elle constitue la partie occidentale (hormis les hameaux en hauteur de Zig Zag et El Mamonal), elle comporte les quartiers suivants :
- Canaima
- 10 de Marzo
- El Trébol
- Pariata
- Urbanización José Marie Vargas